# Yeste (kommunhuvudort)
Yeste är en kommunhuvudort i Spanien.   Den ligger i provinsen Provincia de Albacete och regionen Kastilien-La Mancha, i den centrala delen av landet, 260 km sydost om huvudstaden Madrid. Yeste ligger 912 meter över havet och antalet invånare är 3 580.
Terrängen runt Yeste är huvudsakligen kuperad, men åt nordväst är den bergig. Terrängen runt Yeste sluttar österut. Runt Yeste är det mycket glesbefolkat, med 7 invånare per kvadratkilometer. Yeste är det största samhället i trakten. Omgivningarna runt Yeste är i huvudsak ett öppet busklandskap.